# Star Ocean: The Divine Force
Star Ocean: The Divine Force est un jeu vidéo développé par tri-Ace et édité par Square Enix, sorti le 27 octobre 2022 sur Windows, Xbox One, Xbox Series, PlayStation 4 et PlayStation 5.
C'est le sixième épisode de la série Star Ocean.

## Résumé
À l'instar du deuxième épisode, le joueur peut jouer à travers les points de vue de deux personnages principaux : Raymond, capitaine d'un vaisseau marchand qui a été attaqué sans raison par un vaisseau de guerre de la Fédération Pangalactique, et Lætitia, une princesse d'une planète sous-développée qui met tout en œuvre pour protéger son peuple.